# 방화벽 (물리학)
블랙홀 방화벽은 블랙홀에 떨어지는 관찰자가 사건의 지평(또는 그 근처)에서 고에너지 양자를 만나는 가상의 현상이다. "방화벽" 현상은 물리학자 Ahmed Almheiri, 도널드 마롤프, 조지프 폴친스키 및 제임스 슐리가 블랙홀 상보성의 명백한 불일치에 대한 가능한 해결책으로 2012년에 제안했다. 이 제안은 때때로 AMPS 방화벽 ( 2012년 논문 저자 이름의 약어) 이라고도 한다. AMPS가 지적한 잠재적인 불일치는 퍼즈볼 제안을 지지하는 주장을 사용한 사미르 마투르에 의해 일찍이 지적되었다. 이러한 불일치를 해결하기 위해 방화벽을 사용하는 것은 여전히 논란의 여지가 있으며, 물리학자들은 역설에 대한 해결책을 놓고 의견이 분분하다.

## 동기를 부여하는 역설
휘어진 시공간에서의 양자장론에 따르면, 호킹 방사선의 단일 방출 에는 두 개의 서로 얽힌 입자가 포함된다. 나가는 입자는 탈출하여 호킹 복사의 양자로 방출된다. 들어오는 입자는 블랙홀에 의해 삼켜진다. 블랙홀이 과거에 유한한 시간을 형성했고 미래의 유한한 시간 내에 완전히 증발할 것이라고 가정한다. 그런 다음 호킹 복사 내에 인코딩된 한정된 양의 정보만 방출한다. 증발의 중간 지점을 넘은 오래된 블랙홀의 경우, 페이지와 루브킨의 양자 정보 이론의 일반적인 주장은 새로운 호킹 복사가 기존 호킹 복사와 얽혀 있어야 한다고 제안한다. 그러나 새로운 호킹 복사도 수평선 뒤의 자유도와 얽혀 있어야 하기 때문에 역설이 발생한다. "얽힘의 일부일처제"라는 원리는 다른 양자 시스템과 마찬가지로 나가는 입자가 두 개의 독립적인 입자와 완전히 얽힐 수 없음을 요구한다. 동시에 시스템; 그러나 여기서 나가는 입자는 들어오는 입자와 독립적으로 과거 호킹 복사와 얽혀 있는 것처럼 보인다.
AMPS는 처음에 역설을 해결하기 위해 물리학자들이 결국 세 가지 오랜 세월에 걸쳐 검증된 원리, 즉 아인슈타인의 등가 원리, 유니터리성 또는 기존 양자장론 중 하나를 포기해야 한다고 주장했다. 그러나 이제 일부일처제 역설의 추가적인 암묵적 가정은 국소성이라는 가정이 받아들여지고 있다. 일반적인 견해는 양자 중력 이론이 정확한 위치를 따르지 않아 역설이 해결된다는 것이다. 반면에 일부 물리학자들은 그러한 국소성 위반이 역설을 해결할 수 없다고 주장한다.

### 역설에 대한 "방화벽" 해결
일부 과학자들은 들어오는 입자와 나가는 입자 사이의 얽힘이 어떻게든 즉시 끊어져야 한다고 제안한다. 이 얽힘을 깨면 많은 양의 에너지가 방출되어 블랙홀 사건의 지평선에 타는듯한 "블랙홀 방화벽"이 생성된다. 이 결의안은 자유 낙하가 빈 공간에 떠 있는 것과 구별할 수 없다는 아인슈타인의 등가 원리를 위반하도록 요구한다. 이 위반은 "터무니없는" 위반으로 간주된다. 이론 물리학자인 라파엘 부소는 "벽돌 벽이 빈 들판에 갑자기 나타나 얼굴을 때릴 수 있는 것과 마찬가지로 방화벽은 빈 공간에 나타날 수 없다"고 불평했다.

### 역설에 대한 비방화벽 해결책
일부 과학자들은 실제로 방출된 입자와 이전 호킹 복사 사이에 얽힘이 없다고 제안한다. 이 결의안은 논란의 여지가 있는 유니터리성 위반인 블랙홀 정보 손실을 요구한다.
스티브 기딩스(Steve Giddings)와 같은 다른 사람들은 나가는 입자와 들어오는 입자가 분리됨에 따라 얽힘이 점차 사라지고 결과적으로 블랙홀 내부에서 에너지가 더 점진적으로 방출되어 결과적으로 방화벽이 없도록 양자장론을 수정할 것을 제안한다.
Papadodimas-Raju 제안은 블랙홀 내부가 호킹 복사와 동일한 자유도로 묘사된다고 가정했다. 이는 후기 호킹 복사가 얽혀 있는 두 시스템을 식별함으로써 일부일처제 역설을 해결한다. 이 제안에서 이러한 시스템은 동일하므로 얽힘의 일부일처제와 모순되지 않는다. 비슷한 맥락에서 후안 말다세나와 레너드 서스킨드는 ER=EPR 제안에서 나가는 입자와 들어오는 입자가 어떻게든 웜홀에 의해 연결되어 있으므로 독립적인 시스템이 아니라고 제안했다.
퍼즈볼 그림은 '머리카락 없는' 진공을 끈질긴 양자 상태로 대체하여 딜레마를 해결한다. 따라서 나가는 호킹 방사선을 블랙홀의 형성 역사와 명시적으로 결합한다.
스티븐 호킹은 2014년 1월 블랙홀의 사건 지평선을 떨어지는 물질이 정지했다가 방출되는 " 명백한 지평선"으로 대체하자는 비공식 제안으로 주류 언론의 광범위한 보도를 받았다. 그러나 일부 과학자들은 정확히 무엇이 제안되고 있는지, 그리고 제안이 역설을 어떻게 해결할 것인지에 대해 혼란을 표명했다.

## 특성 및 검출
방화벽은 블랙홀의 사건 지평에 존재하며 사건 지평 외부의 관찰자에게는 보이지 않는다. 사건의 지평을 통과하여 블랙홀로 들어가는 물질은 방화벽에서 임의로 뜨거운 "부글거리는 입자의 소용돌이"에 의해 즉시 "바삭하게 타버릴" 것이다.
두 블랙홀의 병합에서 방화벽의 특성(있는 경우)은 퍼지 사건의 지평 근처에서 파도가 튕겨 나갈 때 나가는 중력 복사에 "메아리"라는 표시를 남길 수 있다. 물리학자들이 현재 방화벽에 대한 좋은 물리적 모델을 갖고 있지 않기 때문에 이러한 메아리의 예상되는 양은 이론적으로 불분명하다. 2016년 우주론자 Niayesh Afshordi와 다른 사람들은 LIGO가 감지한 최초의 블랙홀 합병 데이터에 그러한 반향의 잠정적 징후가 있다고 주장했다. 최근 연구에서는 데이터에 그러한 반향이 있다는 통계적으로 유의미한 증거가 없다고 주장했다.

## 같이 보기
- 블랙홀 정보 역설
- 블랙홀 열역학
- 중력 시간 팽창
- 자기권이 영원히 붕괴하는 물체